# 戈格里亞勒
戈格里亞勒是南蘇丹西北部的小鎮，由瓦拉布省負責管轄，毗鄰與蘇丹阿卜耶伊接壤的邊界，位於首都朱巴西北約700公里，朱爾河流經該鎮中心商務區以東約5公里處。2011年7月，該鎮中心方圓7公里人口約44,600。

## 外部連結
- Location of Gogrial At Google Maps